# Каховська районна рада
Каховська райо́нна ра́да — районна рада Каховського району Херсонської області. Адміністративний центр — смт Каховка.

## Склад ради
Загальний склад ради: 34 депутатів.

### Голова
Тертична Тетяна Станіславівна (нар. 1959) — голова Каховської районної ради від 17 листопада 2015 року.

#### Голови районної ради (з 2006 року)
| ПІБ                           | Основні відомості                                                               | Дата обрання | Дата звільнення |
| ----------------------------- | ------------------------------------------------------------------------------- | ------------ | --------------- |
| Крупін Микола Петрович        | Голова районної ради, 1956 року народження, член «Народної партії»              | 26.03.2006   | 31.10.2010      |
| Крупін Микола Петрович        | Голова районної ради, 1956 року народження, освіта вища, член «Партії регіонів» | 31.10.2010   | 17.11.2015      |
| Тертична Тетяна Станіславівна | Голова районної ради, 1959 року народження, освіта вища.                        | 17.11.2015   |                 |

Примітка: таблиця складена за даними джерела